# Гарри Поттер и Кубок огня
Га́рри По́ттер и Ку́бок огня́ (англ. Harry Potter and the Goblet of Fire) — четвёртая книга о приключениях Гарри Поттера, написанная английской писательницей Джоан Роулинг. В Англии опубликована в 2000 году. По сюжету Гарри Поттер против своей воли вовлекается в участие в Турнире Трёх Волшебников, и ему предстоит не только сразиться с более опытными участниками, но и разгадать загадку того, как он вообще попал на турнир вопреки правилам.
Книга получила премию «Хьюго» в 2001 году. В 2005 году вышел одноимённый фильм, режиссёр — Майк Ньюэлл.

## Сюжет
Книга открывается сном Гарри Поттера, в котором Волан-де-Морт — ослабший, но ещё живой — и его подручный Питер Петтигрю обсуждают план возвращения Волан-де-Морта, убивая подслушавшего их разговор садовника Фрэнка Брайса. Гарри, раздумывая над смыслом сна, готовится к отъезду к семье Уизли, которая пригласила его на финал чемпионата мира по квиддичу: вопреки упиравшимся родственникам Дурслям, Гарри уезжает к Уизли и встречается со своими друзьями — Роном и Гермионой. На финале, где играют Ирландия и Болгария, Гарри впервые лично знакомится с Седриком Диггори — игроком в квиддич и ловцом команды факультета Пуффендуй, которому Гарри проиграл матч в прошлом году, и Людо Бэгменом, начальником Отдела магических игр и спорта. Фред и Джордж Уизли отдают Бэгмену все свои деньги и делают ставку на исход матча (болгары поймают снитч, но проиграют сам матч); так в итоге и происходит. Однако после яркого финала на зрителей совершают нападение Пожиратели Смерти — приспешники Волан-де-Морта, не смирившиеся с положением вещей после падения своего Господина. Они сеют хаос и панику, громя палатки и захватывая волшебников в заложники. В небе зажигается Чёрная метка — символ Волан-де-Морта, который не появлялся в небе долгие годы с момента падения Лорда. «Козлом отпущения» становится эльф по имени Винки, которая служила министерскому чиновнику Бартемиусу Краучу и якобы выпустила из палочки метку, за что тот прогоняет её из дома. Гермиона, осознавая вопиющую несправедливость по отношению к Винки, начинает выступать в защиту прав домовых эльфов, вспоминая пример Добби, но к её идее многие относятся скептически и всерьёз не воспринимают.
По пути в Хогвартс Гарри и его друзья постоянно слышат намёки от мистера Уизли на какое-то грядущее крупное событие, о котором узнают только в школе — это волшебное соревнование между школами Хогвартс, Шармбатон и Дурмстранг, известное как «Турнир Трёх Волшебников». Долгие годы из-за жертв в ходе соревнований и многочисленных конфликтов в магическом сообществе турнир не проводился, однако Министерство магии в этот всё же пошло на этот шаг. Объявлено, что соревноваться будут только те, кому исполнилось 17 лет — по итогам трёх этапов один станет победителем и получит Кубок турнира и тысячу галлеонов в качестве приза. Профессором Защиты от тёмных искусств становится Аластор «Грозный Глаз» Грюм, отставной мракоборец-параноик, который помешан на «постоянной бдительности». Он не стесняется уже на первом занятии показать Непростительные заклятия, запрещённые законом — заклятия подчинения (Империус), мучительных пыток (Круциатус; от одной демонстрации этого заклятия у Невилла Долгопупса начинается истерика) и Авада Кедавра (убийство — от него погибли Лили и Джеймс Поттеры, и именно оно срикошетило от Гарри в Волан-де-Морта, что и принесло ему славу). Грюм показывает свой крутой нрав и авторитет, когда после очередной потасовки Гарри и Драко Малфоя превращает последнего в хорька за подлость, и даже Северус Снегг после этого искренне боится ему попадаться на глаза. Тем временем на Хэллоуин прибывают делегации школ с их директорами — Олимпия Максим, директор Шармбатона, и Игорь Каркаров, директор Дурмстранга. Среди учеников Дурмстранга оказывается и Виктор Крам, болгарский ловец, который играл на чемпионате мира по квиддичу и уже стал мировой звездой. Все желающие участвовать, кому уже исполнилось 17 лет, бросают имена в Кубок огня — каменную чашу с вечно-горящим синим огнём. Фред и Джордж, которым ещё по 16 лет, пытаются перехитрить Кубок, но их затея заканчивается провалом.
Кубок объявляет имена трёх «чемпионов» или участников турнира: от Дурмстранга отправляется Виктор Крам, за которым постоянно бегает толпа поклонниц; от Шармбатона — Флёр Делакур, чья бабушка была вейлой; от Хогвартса — Седрик Диггори, ловец команды факультета Пуффендуй, который традиционно никогда не был избалован наградами. Однако в кульминационный момент Кубок выбрасывает и имя Гарри Поттера, что потрясает всех. На Гарри начинают сыпаться обвинения в том, что он бросил своё имя в кубок или кого-то попросил, и как Гарри ни пытается оправдаться, ему никто не верит. Рон и вовсе прекращает общаться с Гарри, обвиняя его в тщеславии и желании покрасоваться. И только Гермиона понимает, что Гарри невиновен, но доказать ничего не может. Журналистка Рита Скитер, освещающая Турнир, подливает масла в огонь, публикуя выдуманные ей же самой истории о Гарри Поттере и всячески раздувая масштабы того, что с ним происходит. Перед первым заданием Гарри тайком узнаёт от Хагрида, что их ждут драконы, у которых нужно отобрать охраняемые ими золотые яйца, а о задании также узнают директора школ — и Гарри решается поведать о тайне задания Седрику, чтобы поставить всех в равные условия. Не без намёков Аластора Грюма Гарри понимает, как справиться с драконом, и благодаря полёту на своей метле «Молния» умудряется перехитрить дракона и заработать высокие баллы от жюри. После первого задания Рон, видя, как Гарри рисковал жизнью и здоровьем, бросая вызов опасному дракону, мирится с Гарри, признавая свою ошибку — сам на такую авантюру Гарри бы точно не подписался. Второе задание, как поясняют организаторы, спрятано в золотом яйце, отобранном у дракона, однако при открытии это яйцо издаёт жуткий вопль.
На Рождество организуется Святочный бал, на котором Гарри идёт с Парвати Патил, Рон — с её сестрой Падмой, Седрик — с Чжоу Чанг (к которой Гарри неровно дышит), Гермиона (её при параде узнают не сразу) — с Виктором Крамом, Флёр — с Роджером Дэвисом (капитаном команды Когтеврана по квиддичу). Попутно Гарри, Рон и Гермиона узнают, что впавшая в немилость эльфийка Винки работает на кухне Хогвартса и без конца заливает свое горе. Рита Скитер продолжает распространять сплетни, очерняя и Хагрида, и Гарри, и всех сразу; особенно сильно на неё обижается Гермиона, которую Скитер выставляет в виде самовлюблённой дуры, желающей подлизаться к Гарри как к местной знаменитости. На балу происходит несколько скандалов: Рон открыто ревнует Гермиону к Краму; Седрик предлагает свою помощь Гарри в решении задачи с яйцом, подсказывая посетить ванну старост и вскрыть там яйцо, но тот из-за ревности к Чжоу просто не слушает совет; на балу отсутствует мистер Бартемиус Крауч, который куда-то бесследно исчез несколько месяцев назад; между Хагридом и мадам Максим происходит ссора из-за того, что Хагрид сказал ей что она (так же, как и он сам) относится к полувеликанам); Снегг и Каркаров переговариваются в подозрительно дружеском тоне как старые знакомые. Позже Гарри, откладывая до последнего вопрос со вторым заданием, решается последовать совету Седрика, открывает яйцо под водой в ванне старост, слышит из него вместо воплей подсказку и понимает, что второе задание будет на дне Чёрного озера, где участникам нужно будет вызволить со дна озера друга или близкого человека. Беда в том, что Гарри попросту не умеет дышать под водой, и выбивается из сил, пытаясь найти способ. Только в самый день начала задания ему помогает Добби, предлагающий принять жабросли, которые помогают дышать под водой.
Гарри успешно справляется со вторым заданием, вызволяя со дна не только Рона, но и ещё одну девочку — ею оказывается сестра Флёр, Габриэль, до которой чемпионка Шармбатона не добралась. Совершённый Гарри поступок оценивается судьями весьма высоко, а его авторитет в глазах чемпионов значительно поднимается. Однако Скитер продолжает строчить сплетни, а Каркаров начинает намекать Снеггу о том, что скоро произойдёт какая-то беда. В кабинете Дамблдора Гарри замечает, как тот стряхивает из своей головы светящиеся нити в большую каменную чашу, Омут памяти — туда волшебник может избирательно сбрасывать воспоминания, если они его отвлекают в быту. Пока Дамблдор отлучается по делам, из любопытства Гарри заглядывает в Омут, переносится в воспоминания Дамблдора и узнаёт, что Игорь Каркаров в прошлом был Пожирателем Смерти и в обмен на амнистию выдал Министерству магии нескольких Пожирателей, в том числе и Северуса Снегга, которого Дамблдор считает невиновным (тот перешёл на сторону Сопротивления ещё до падения Тёмного Лорда и каким-то образом способствовал победе над ним). Также выясняется, что сын Бартемиуса Крауча, Бартемиус «Барти» Крауч-младший, вместе с супругами Лестрейндж запытал родителей Невилла Долгопупса заклятием Круциатус, лишив их рассудка, за что отправился в Азкабан и умер там. Именно поэтому заклятие Круциатус вызывало истерику у Невилла, а о родителях он никогда не говорил, упоминая лишь свою бабушку, которая его воспитывала. От своего крёстного Сириуса Блэка и из воспоминаний Дамблдора Гарри узнаёт, что многие Пожиратели смерти попали под суд, но были оправданы после падения Волан-де-Морта, получив шанс исправиться в новом обществе в мирное время. Между делом, Фред и Джордж ведут себя таинственно и постоянно планируют кого-то выследить.
Гарри готовится к третьему заданию, когда на Виктора Крама нападает, по его словам, сошедший с ума мистер Крауч, который лопочет что-то о приближающейся опасности и возвращении Волан-де-Морта (но затем исчезает без следа): человека по имени Бартемиус Крауч Гарри несколько раз до этого видел в кабинете Аластора Грюма на волшебной Карте Мародёров. Грюм обещает разобраться с этим, забрав на время карту замка, чтобы отследить, что происходит. В решающем третьем задании Гарри и Седрик почти одновременно добираются до Кубка Турнира, Гарри предлагает Седрику 
взять Кубок и стать победителем, однако тот отказывается (так как во время последнего испытания Гарри дважды его спас), и в итоге они решаются вместе взять Кубок, чтобы показать, что выиграли для Хогвартса, а не чисто для себя. Внезапно Кубок переносит их на кладбище, где Питер Петтигрю убивает Седрика, приковывает Гарри к могильному камню и проводит ритуал по возрождению Волан-де-Морта, для которого забирает прах из могилы отца воскрешаемого, добровольно (и не без труда) отрезает себе руку — плоть слуги воскрешаемого — и насильно забирает кровь у Гарри, врага воскрешаемого. Успешно возродившийся Тёмный Лорд создаёт для Петтигрю новую серебряную руку и созывает своих Пожирателей (в том числе и Люциуса Малфоя, отца Драко), обещая вместе с ними отомстить за поражение 13-летней давности, и вызывает Гарри на показательную дуэль, на которой намеревается разобраться со своим врагом. Дуэль приводит к тому, что лучи заклятий сталкиваются и образуют эффект «Приори Инкантатем», показывая последние заклятия из палочки Волан-де-Морта — так появляются души убитых Волан-де-Мортом, начиная от Седрика и заканчивая родителями Гарри. Тот в итоге успевает сбежать с кладбища, забрать кубок и тело Седрика.
Грюм забирает Гарри к себе в кабинет и заявляет, что именно он бросил имя Гарри в Кубок огня и тайно ему помогал на Турнире, чтобы выкурить на кладбище и там расправиться с Гарри. Но прежде чем Грюм решится довершить то, что не получилось на кладбище, его схватывают Дамблдор, Макгонагалл и Снегг. Тут же и выясняется, что Грюм, которого знал Гарри, всё это время был самозванцем: под личиной Грюма скрывался не кто иной, как Бартемиус Крауч-младший. Снегг даёт сыну мистера Крауча сыворотку правды, и тот честно признаётся, что сфальсифицировал свою смерть и потом избавился от настырного отца, который пытался предупредить Дамблдора о грядущей угрозе, а благодаря Оборотному зелью превратился в Грюма и научился подражать ему так, что невозможно было его отличить от реального человека. Настоящий же Грюм был всё это время заточён в своём собственном волшебном сундуке, стоявшем в том же кабинете; Барти состригал ему волосы, на основе которых и готовил Оборотное зелье. К несчастью, очень скоро Крауча-младшего в наказание подвергают Поцелую Дементора, из-за чего он лишается рассудка, (становясь фактически «овощем»), а без его показаний министр магии Корнелиус Фадж не хочет верить рассказу Гарри и Дамблдора о том, что случилось на кладбище. Гермиона признаётся, что раскрыла тайну журналистки Риты Скитер, и показывает Гарри банку с жуком: оказывается, что Рита — незарегистрированный анимаг, обращающийся в жука и тайком подслушивающий за кем угодно. В наказание за свои поступки Рита обязуется под давлением Гермионы больше не писать ничего оскорбительного в течение хотя бы одного года. Дамблдор же, в свою очередь, объясняет Гарри, что именно его ручной феникс Фоукс отдал сразу два пера из своего хвоста, на основе которых и были созданы палочки, выбравшие Волан-де-Морта и Гарри Поттера; эффект «Приори Инкантатем» возник именно потому, что в бою схлестнулись владельцы двух палочек с одинаковой сердцевиной — в дуэли они не могут причинить друг другу реальный ущерб.
Победителем турнира признаётся Гарри, однако его это не радует — Волан-де-Морт вернулся, а в школе траур по Седрику. Дамблдор же отправляет письма всем своим старым знакомым с просьбой готовиться к грядущей войне против Волан-де-Морта и его приспешников, одновременно рассказывая правду студентам и призывая их забыть прежние раздоры. После расставания с иностранными гостями Гарри узнаёт от Фреда и Джорджа Уизли, что они весь год пытались выследить Людо Бэгмена, поскольку так и не получили свой выигрыш — тот, собрав свою долю, рассчитался с кредиторами и на фоне нападения сбежал из лагеря, никому не выплатив. Гарри отдаёт близнецам деньги, выигранные на турнире, на их дело по открытию магазина волшебных шалостей.

## Написание книги
«Кубок Огня» оказался почти в два раза больше по объёму, чем любая из первых трёх книг. Роулинг заявляла, что знает, что так и будет, однако тщательно стремилась доработать последние главы, чтобы читатели не запутались в сюжете. В связи с тем, что Гарри переходил в период взросления, его горизонты и его мир значительно расширялся во всех смыслах, отсюда возникла и необходимость разъяснить больше о магическом мире. Рабочего названия у книги не было до апреля 2000 года: вариантами были «Doomspell Tournament» (Турнир заклятий судьбы) и «Triwizard Tournament» (Турнир трёх волшебников), но Роулинг выбрала «Кубок огня».
Изначально в книге должна была упоминаться родственница семьи Уизли по имени Мальфальда — полагалось, что она будет «дочерью двоюродного брата Артура Уизли, бухгалтера» (о нём Рон Уизли мельком упоминал в первой книге). Ожидалось, что этот бухгалтер, который в прошлом сильно разругался с Артуром и Молли Уизли, попытается примириться и попросит Артура обучить его дочь всем традициям магического мира, прежде чем она попадёт в Хогвартс. Однако от этой героини пришлось отказаться, а многие её черты передались Рите Скитер, скандальной журналистке. В целом же, по признанию Роулинг, книга ей далась очень тяжело, поскольку в сюжете образовались многочисленные дыры, а девятую главу «Чёрная метка» пришлось переписывать 13 раз.
Джефф Дженсен, публиковавший интервью Роулинг для Entertainment Weekly в 2000 году, отметил тему предрассудков как основную тему во всех семи книгах и четвёртой включительно. Последователи Волан-де-Морта — убеждённые фанатики идеи «чистокровности», а Гермиона пытается разрушить стереотип о домовых эльфах Хогвартса, которые работают задаром в школе и заслуживают гораздо лучшего отношения. Роулинг объяснила, что своей книгой она хотела тем самым разрушить стереотип «те, кто отличаются от меня, являются злом» и доказать, что угнетённые должны не ссориться друг с другом, а держаться вместе. Эту идею равенства она включила в книгу, поскольку дети к 14 годам уже задумываются о подобной несправедливости.
В эпиграфе говорится, что книгу Роулинг посвятила своему отцу Питеру Роулингу. Впоследствии писательница разорвала отношения с отцом — причиной стало то, что в 2003 году Питер попытался продать подаренный дочерью экземпляр «Кубка Огня» (книгу он получил на День отца в 2000 году).

## Публикация и реакция

### Продажи
8 июля 2000 года в субботу книга поступила в продажу в Великобритании и США: это было наиболее удобное время для детей. Было отпечатано изначально более 5 миллионов копий, около 3 миллионов копий было продано в первый уик-енд в США. Для доставки книг FedEx запросила 9 тысяч грузовиков и 100 самолётов. В некоторых изданиях по ошибке указывалось, что Джеймс Поттер был убит позже, чем Лили Поттер, однако это исправили в переизданиях.
Для рекламы книги издательство Bloomsbury закупило специальный поезд, который курсировал от лондонского вокзала Кингс-Кросс до шотландской железнодорожной станции Перт: на поезде ехала Роулинг, которая раздавала книги с автографом, а также представители СМИ и издательства Bloomsbury. Поезд отправился 8 июля 2000 года с платформы 1 на Кингс-Кросс, где была специально установлена дощечка с надписью «9 3/4», пройдя затем по маршруту Дидкот — Северн-Уэлли — Крю — Манчестер-Пиккадилли — Брэдфорд — Йорк — Национальный железнодорожный музей — Ньюкасл — Эдинбург-Уэйверли — Перт и прибыв в Перт 11 июля. Локомотив № 34027 класса West Country под названием «Тоу Уэлли» (Taw Valley) был специально выкрашен в красный цвет, а после завершения тура обратно перекрашен в зелёный (всё оплатило издательство Bloomsbury). В составе вагона был спальный вагон, в самом конце был дизельный локомотив. Это путешествие привлекло больше внимания, чем выход фильма «Томас и волшебная железная дорога» в тот же уик-енд.

### Критика
Большая часть критиков тепло встретили четвёртую книгу серии. Стивен Кинг в колонке The New York Times отметил многочисленные второстепенные сюжетные линии и юмор, хотя и признал, что книга больше всего подходит именно для подростков. Kirkus Reviews назвали книгу «ещё одним великим сказанием о магии и тайнах», которое может показаться меньше в объёме, чем на самом деле, однако их не впечатлила концовка, где «два плохих парня» давали подробные разъяснения, а проблемы, которые предстоит решать в последующих книгах, могут поставить многих читателей (особенно американских) в неудобное положение. Марта Парравано представила смешанное ревю для The Horn Book Magazine, сказав, что одним книга покажется довольно обширной и затягивающей, а другим — бессвязной и перегруженной наречиями. В Publishers Weekly указали, что книга является настоящим триллером, поскольку не раз сбивает самых внимательных читателей и ведёт их по ложному следу в плане выяснения настоящего злодея, а также искусно скрывает ключи к разгадкам тайн. Джоан Акоселла в газете The New Yorker отметила, что атмосфера в дальнейшем становится мрачнее и мрачнее, а вкладываемая Роулинг энергия рассеивается больше и больше.
Журналистка CNN Кристин Леммерман сказала, что книга не является образцом блестящей литературы, поскольку в начале слишком много времени уделяется представлению основных героев, известных по предыдущим частям, хотя Роулинг успевает потом представить новых героев. Чарльз Тейлор на сайте Salon.com в целом позитивно отнёсся к тому, что изменилась атмосфера, в которой развивается действие, а герои стали развиваться. Кристен Болдуин отметила высокой оценкой книгу для Entertainment Weekly за хорошее развитие героев, но предупредила, что кульминация может стать «фабрикой ночных кошмаров» для юных читателей.